# Yuki Ozawa
Yuki Ozawa (小澤 雄希 Ozawa Yuki?), född 4 oktober 1983 i Shizuoka prefektur, är en japansk fotbollsspelare.
Ozawa började sin karriär 2003 i VV SHO. 2007 flyttade han till Mito HollyHock. Efter Mito HollyHock spelade han för Shonan Bellmare, SC Sagamihara och Kamatamare Sanuki. Han avslutade karriären 2016.